# Zawodne
Zawodne – wieś w Polsce położona w województwie mazowieckim, w powiecie piaseczyńskim, w gminie Prażmów. Leży nad Jeziorką.
W latach 1975–1998 miejscowość administracyjnie należała do województwa warszawskiego.